# Шинкар Володимир Петрович
Володи́мир Петро́вич Шинка́р (23 грудня 1986 — 05 жовтня 2022) — старший солдат Збройних Сил України, учасник російсько-української війни, який загинув під час російського вторгнення в Україну, кавалер ордена «За мужність» III ступеня (2023, посмертно).

## Життєпис
Народився Володимир Шинкар народився 23 грудня 1986 року в м. Стрий Львівської області.
В 1993 році розпочав навчання в першому класі стрийської середньої школи, яку закінчив у 2004 році. Після школи навчався у Національному університеті «Львівська політехніка» за спеціальністю «Інтелектуальні системи прийняття рішень».
Після здобуття вищої освіти працював на державних посадах і в приватному бізнесі. Останнє місце роботи було в Стрийській районній раді головним спеціалістом відділу містобудування та архітектури.
З початком російського вторгнення в Україну в 2022 році добровольцем став на захист України. Боровся проти держави-терориста у складі 125-ї окремої бригади територіальної оборони ЗСУ.
Вірний військовій присязі, загинув 5 жовтня 2022 року при виконанні службового обов'язку по захисту Батьківщини.
Похований на Старому кладовищі, м. Стрий, Львівської області.

## Нагороди
В лютому 2023 року відповідно до указу президента України № 35/2023 Володимира Шинкаря за особисту мужність і самовідданість, виявлені у захисті державного суверенітету та територіальної цілісності України, вірність військовій присязі було посмертно відзначено державною нагородою: орденом «За мужність» ІІІ ступеня.
В травні 2024 відповідно до указу Міністра оборони України №786 від 21 травня 2024 року відзначено медаллю "Захиснику України".